# Wilhelm Krüger (Maler)
Joachim Wilhelm Krüger (* 1775 in Hohen Schwarfs; † 7. September 1850 in Penzlin) war ein deutscher Historienmaler.

## Leben

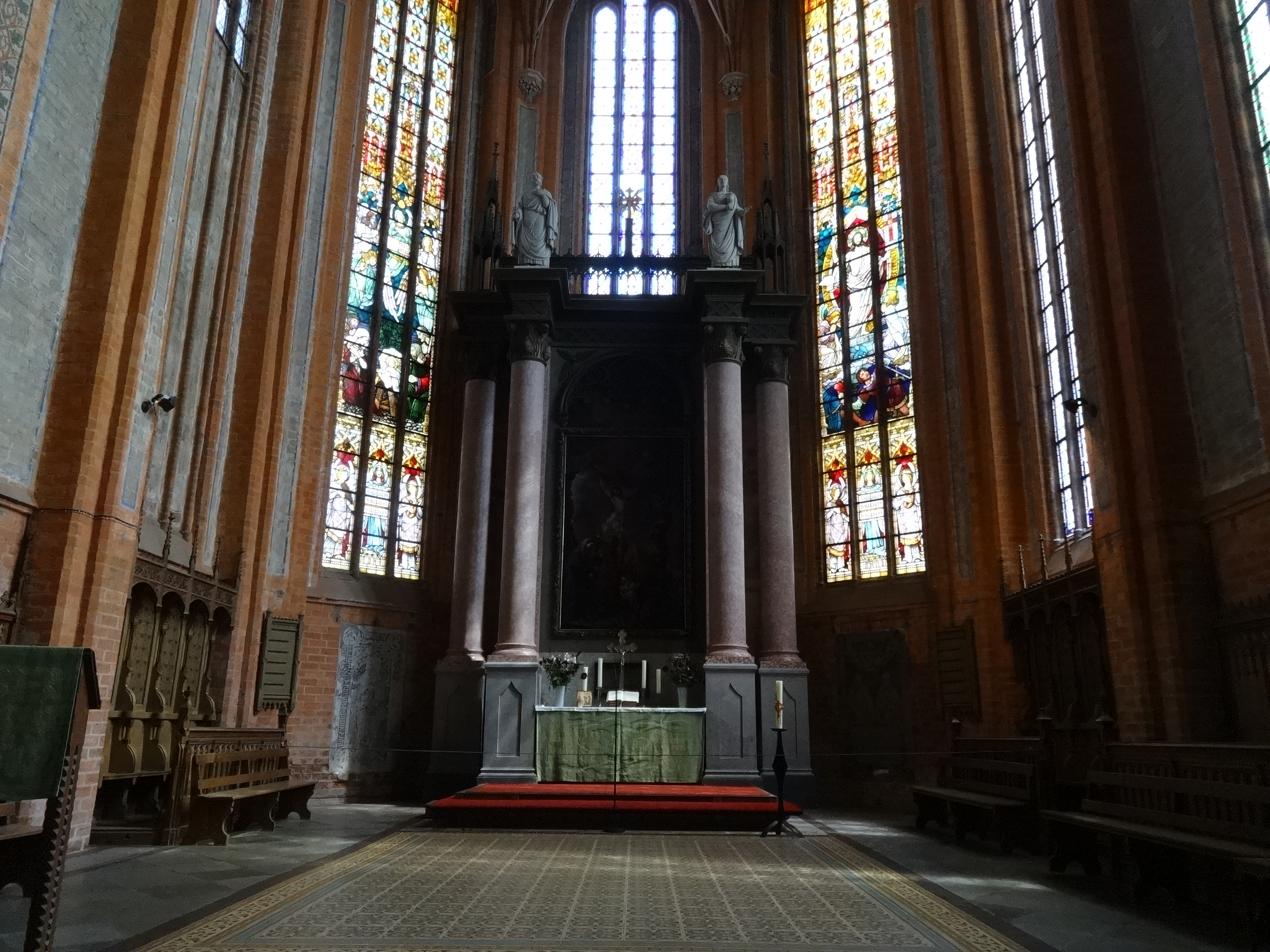
Hochaltar in der Johanniskirche zu Malchin

Wilhelm Krüger war Anfang bis Mitte der 1820er Jahre in Dresden tätig. Er kopierte dort 1824 in der Hofkirche das Altargemälde der Kreuzkapelle, die Kreuzigung Christi von Charles Hutin, für den neuen Hochaltar der St.-Johannis-Kirche in Malchin als Kalvarienbergszene.
Weiter kopierte er dort die Himmelfahrt Christi von Anton Raphael Mengs auf dem Altarblatt des Hochaltars der Hofkirche in ein Viertel der monumentalen Größe des Originals.